# Froschmäusekrieg

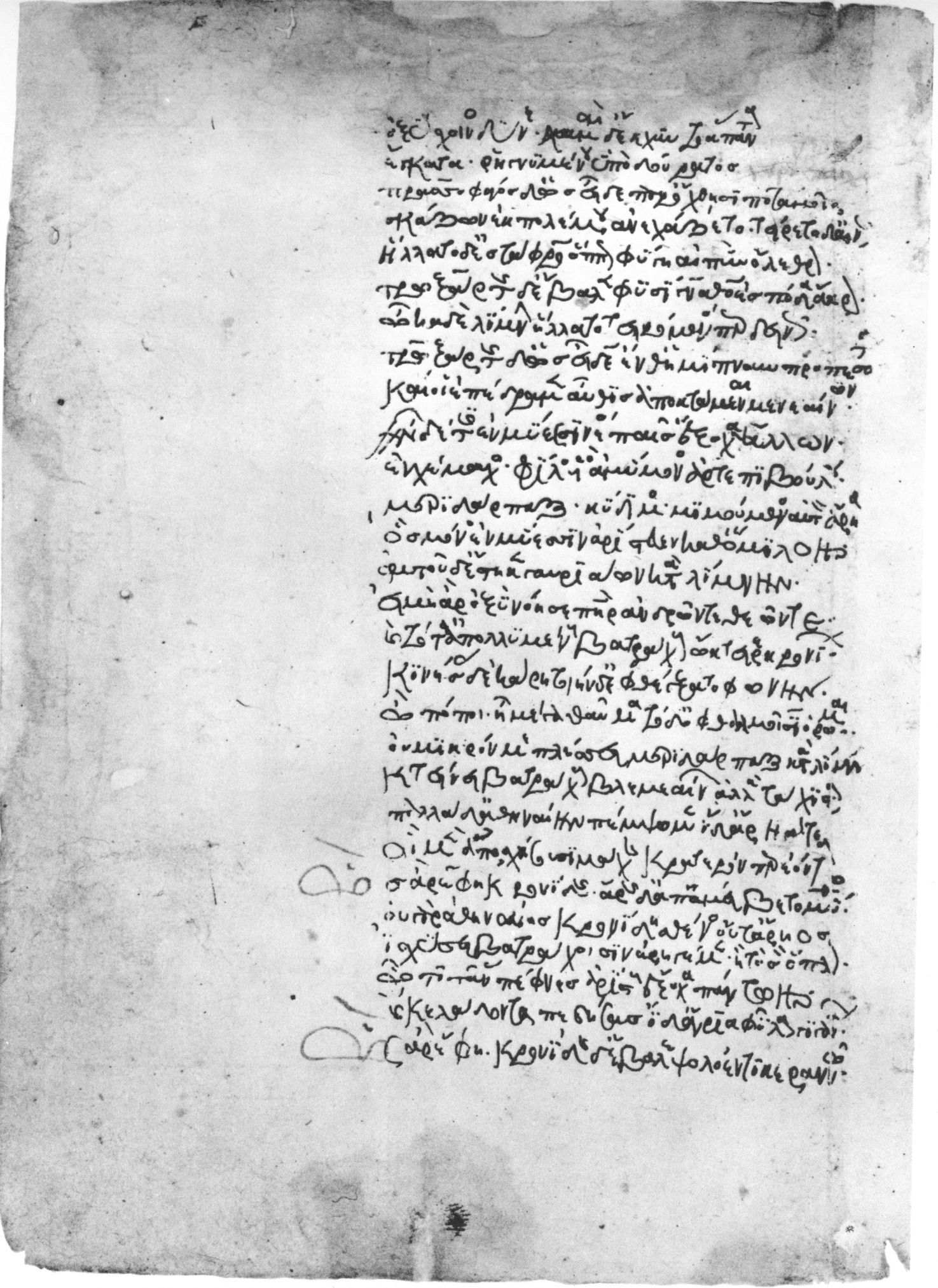
Der Froschmäusekrieg in der 1275/1276 geschriebenen Handschrift Mailand, Biblioteca Ambrosiana, I 4 sup., fol. 231v

Der Froschmäusekrieg (altgriechisch Βατραχομυομαχία Batrachomyomachía, ursprünglich wohl kurz Batrachomachia „Froschkrieg“ betitelt) ist ein unter dem Namen Homers überliefertes Epyllion aus späthellenistischer Zeit, das als Parodie auf die homerischen Epen einen Krieg zwischen den Fröschen und den Mäusen schildert.

## Autorschaft und Datierung
Wie die (größtenteils legendenhaften) antiken Homerbiographien berichten, soll Homer den Froschmäusekrieg ebenso wie die verlorenen Epikichliden und andere Spaßdichtungen verfasst haben, als er Schulmeister auf Chios war und die Kinder unterhalten musste. Diese Tradition gilt heute als ebenso abwegig wie eine auf Plutarchs Schrift Die Bosheit des Herodot zurückgehende Zuschreibung an einen gewissen Pigres von Halikarnassos aus dem frühen 5. Jahrhundert v. Chr., der vermutlich nie existiert hat bzw. kein Dichter war. Der Text wird anhand lexikalischer und stilistischer Merkmale vielmehr in die späthellenistische Zeit datiert, mit Ahlborn kann man eine Entstehung in oder um Alexandria im 1. Jahrhundert v. Chr. für besonders wahrscheinlich halten. Die erste sichere Erwähnung des Froschmäusekriegs und somit einen terminus ante quem finden wir jedenfalls bei Martial (Epigrammata XIV 183) um 85 n. Chr., ähnliches bei Statius (Silvae I praef.).
Als Argument für eine frühere Datierung galt lange ein Relief des Bildhauers Archelaos von Priene (zwischen 3. Jahrhundert v. Chr. und 1. Jahrhundert n. Chr.), das sich heute im British Museum in London befindet und die Apotheose Homers darstellt. Am Fuße des Thrones, auf dem Homer dort sitzt, sind zwei grob herausgearbeitete Tiergestalten zu erkennen, in denen man im 19. Jahrhundert Frosch und Maus zu sehen glaubte, womit also schon Archelaos die Batrachomyomachia Homer zugesprochen hätte. Allerdings ist nicht nur die Lebenszeit des Archelaos selbst unsicher, auch die beiden Tiere sind nur schwer zu erkennen und könnten ebenso gut spätere Ergänzung sein oder (wie man bis ins 19. Jahrhundert annahm) zwei Mäuse darstellen, welche dann ironisch für strenge Literaturkritiker stünden, die Homers Dichtungen „benagten“.

## Inhalt
Das Gedicht umfasst etwa 300 Hexameter; die Zahl schwankt, je nachdem wie viele Verse man für interpoliert hält.
Das Proömium (Vers 1–8) kündigt in epischer Tradition und Sprache den Bericht über einen gigantischen Krieg an, wonach der unbedeutende Inhalt umso komischer wirkt. Angelehnt an die äsopische Fabel von Frosch und Maus (Nr. 302 Hausrath) wird erzählt, wie einst der Mäuseprinz Krumendieb (griechisch Psicharpax: alle Namen sind „sprechend“) seinen Durst an einem Teich stillt, als der Froschkönig Pausback (Physignathos) auftaucht und ihn nach Herkunft und Geschlecht fragt (13–23). Die gegenseitige Vorstellung, die genau den Begegnungen der Helden Homers nachgebildet ist, endet im Selbstlob Krumendiebs für die Kultur der Mäuse, welche jener der Frösche überlegen sei (24–55).
Als Antwort lädt Pausback ihn zur Besichtigung seines Reiches ein: Er will ihn auf seinem eigenen Rücken über den Teich tragen, was die beiden auch beginnen (56–81). Plötzlich erscheint jedoch eine Wasserschlange, weshalb Pausback erschrocken abtaucht und der arme Krumendieb jämmerlich, doch Rache schwörend, ertrinkt (82–99). Das ganze Geschehen verfolgt vom Ufer aus der Mäuserich Tafellecker (Leichopinax), der das Unglück den Mäusen meldet, die von großem Zorn ergriffen werden, vor allem Krumendiebs Vater, der König Brotnager (Troxartes; 100–107).
In der Volksversammlung beschließen die Mäuse einen Rachefeldzug unter Brotnagers Führung gegen die Frösche und rüsten sich dafür (108–131). Der Froschkönig Pausback weist derweil jede Schuld von sich, so dass die Frösche im Rat ebenfalls die Rüstung beschließen (132–167). Wie es sich nach homerischer Tradition gehört, folgt nun eine parallele Götterversammlung: Zeus fordert die Götter pathetisch auf, einer der beiden Seiten zu helfen, Athene dagegen, die von unerwartet irdischen Sorgen gequält wird, welche ihr beide Tierarten verursachen (Mäusefraß im Tempel, Geldsorgen und Kopfschmerzen durch das Gequake der Frösche), plädiert dafür, die Schlacht nur neutral zu verfolgen (168–201). Die Götter stimmen Zeus zu, so dass er den Krieg eröffnet.
Nun folgt eine ausgiebige Schlachtenschilderung (202–259), die wie bei Homer v. a. aus Zweikämpfen einzelner Helden besteht und wortreich Verwundungen und Todesarten aufzählt. Die Beschreibung ist jedoch insgesamt so verworren, dass die Forschung auch schon eine ursprünglich unabhängige Entstehung dieses Textteils angenommen hat, der dann erst nachträglich in das Epyllion eingefügt worden wäre.
Nach vielem Hin und Her der Schlacht scheint diese durch die „Hochleistung“ (Aristie) des Mäuserichs Bröckchenräuber (Meridarpax) entschieden zu werden, der „das Geschlecht der Frösche auszutilgen“ droht und deren Front in die Flucht treibt (260–269). Zeus erbarmt sich nun der Frösche, deren vollständige Vernichtung er voraussieht, und fordert die Götter zum Eingreifen auf, aber ausgerechnet der Kriegsgott Ares gibt zu bedenken, die Kraft einzelner Götter reiche nicht aus, dieser Schlacht Einhalt zu gebieten (270–284). Auf Ares’ Vorschlag hin schleudert Zeus seinen furchtbaren Donnerkeil, aber obwohl „der ganze Olymp erbebte“, lassen sich die Mäuse nicht aufhalten (285–292). Endlich schickt Zeus ein Heer von gepanzerten Krebsen oder Krabben zur Hilfe, denen es gelingt, die Mäuse in die Flucht zu schlagen (293–303). „Schon ging die Sonne unter, und der ganze eintägige Kriegszauber war vorüber.“

## Wirkung und Nachdichtungen

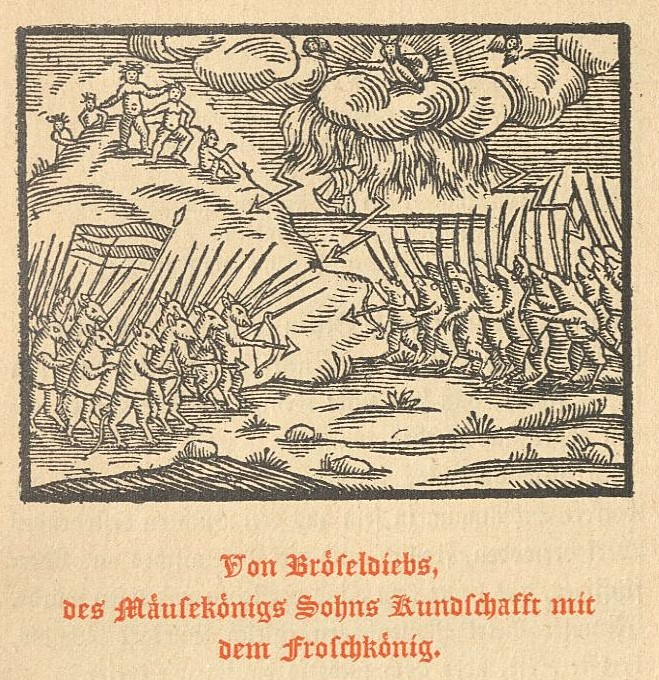
Froschmeuseler (1595) von Georg Rollenhagen in einer Ausgabe von 1730

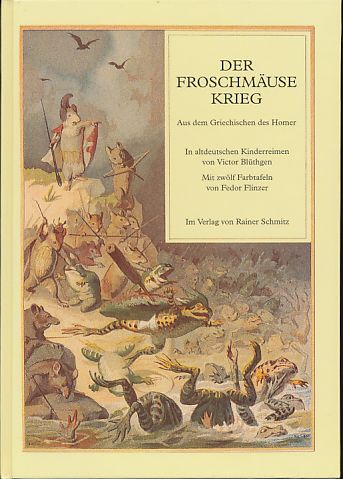
Der Froschmäusekrieg. Deutsche Übersetzung (in vierhebigen Jamben) von Victor Blüthgen, illustriert von Fedor Flinzer. Frankfurt am Main 1878

Der Froschmäusekrieg wurde sehr früh zur Schullektüre, wovon die große Zahl der über 100 erhaltenen Handschriften sowie Scholien und Kommentare (etwa von Moschopulos) sowie die starke Bearbeitung des Textes Zeugnis ablegen. Letztere hat zu zahlreichen Interpolationen (eingefügten Versen und ganzen Abschnitten) geführt, oft Homerzitate, mit denen eifrige Leser die Parodie noch parodistischer zu machen versuchten, ebenso zu zwei stark differierenden Rezensionen aus byzantinischer Zeit samt Mischfassungen. Die älteste erhaltene Handschrift ist der Codex Baroccianus 50 aus dem 10. Jahrhundert, der Froschmäusekrieg wurde bereits 1474 in Brescia gedruckt und ist damit eines der ersten griechisch gedruckten Bücher, vielleicht sogar das älteste überhaupt.
Die Altphilologie des 19. Jahrhunderts trug zwar viel zur Sicherung des Textes und seiner Zuschreibung bei, gekrönt von der monumentalen kritischen Ausgabe Arthur Ludwichs (1896). Sie begann jedoch auch mit einer abschätzigen Behandlung des „unechten“ Gedichtes, das noch in der kritischen Homer-Ausgabe Th. W. Allens (Oxford 1912 u. ö.) als miserum poema, „elendes Gedicht“ bezeichnet wird. Dieser inzwischen wieder selten gewordenen Pauschalverurteilung steht die gewaltige literarische Nachwirkung des Froschmäusekriegs gegenüber.
Zu den berühmtesten Adaptionen zählen der Froschmeuseler von Georg Rollenhagen (1595), der das Gedicht zu einem etwas weitschweifigen Epos von 10.000 Versen ausdehnte, die lateinische Bearbeitung von Jacob Balde (1637) in fünf Büchern sowie v. a. die italienische Nachdichtung samt Fortsetzung in den Paralipomeni alla Batracomiomachia von Giacomo Leopardi (1831–1837). Leopardi übersetzte das Gedicht im Lauf seines Lebens insgesamt dreimal, so begeistert war er davon; zuvor hatte schon Iacopo Vittorelli das Epos ins Italienische übertragen. Weitere bedeutende dichterische Übertragungen schufen Chapman und später Alexander Pope (London 1721).
Auch ganz neue Werke wurden von der Batrachomyomachia angeregt: Inspiriert vom Froschmäusekrieg schuf der byzantinische Dichter Theodoros Prodromos in der ersten Hälfte des 12. Jahrhunderts den Katzenmäusekrieg, ein Lesedrama als Parodie auf die antike Tragödie. Der Barockdichter Lope de Vega ahmte das Epos in einem Katzenkrieg nach (1618). Das bedeutendste Zeugnis der Rezeption ist jedoch zweifellos die bereits genannte „Fortsetzung“ aus Leopardis Feder.
Der Froschmäusekrieg inspirierte den österreichischen Komponisten Herbert Willi zu einem Orchesterwerk (UA 1989, Wiener Symphoniker mit Barbara Sukowa unter Claudio Abbado im Rahmen des Festivals Wien Modern).

## Textausgaben
- Arthur Ludwich (Hrsg.): Die homerische Batrachomachia[!] des Karers Pigres nebst Scholien und Paraphrase. 1896.
- Thomas William Allen (Hrsg.): Batrachomyomachia. In: Homeri opera. Band 5. Oxford 1912 u. ö. (OCT).
- Reinhold F. Glei (Hrsg.): Die Batrachomyomachia. Synoptische Edition und Kommentar (= Studien zur klassischen Philologie. Band 12). Lang, Frankfurt am Main/New York/Nancy 1984, ISBN 3-8204-5206-0.

## Übersetzungen
- Der Frosch- und Mäuse-Krieg, ein scherzhaftes Helden-Gedicht. Aus dem Griechischen in Prosa uebersetzt von Theophilus Coelestinus Piper. Struck, Stralsund 1775. (Digitalisat in der Digitalen Bibliothek Mecklenburg-Vorpommern)
- Der Froschmäusekrieg. Deutsche Übersetzung (in vierhebigen Jamben) von Victor Blüthgen, illustriert von Fedor Flinzer. Frankfurt am Main 1878
- Der Frosch-Mäuse-Krieg (Batrachomyomachia). Griech./dt., verdeutscht von Thassilo von Scheffer. Heimeran, München 1941 (Tusculum).
- Pseudo-Homer: Der Froschmäusekrieg. Theodoros Prodromos: Der Katzenmäusekrieg. Griech./dt. von Helmut Ahlborn. Akademie-Verlag, Berlin (Ost) 1968. 4., überarbeitete Auflage 1988 (SQAW 22).
- Fabian Zogg (Hrsg./Übers.): Froschmäusekrieg, in: Griechische Kleinepik, Hrsg. Manuel Baumbach, Horst Sitta, Fabian Zogg, Sammlung Tusculum, 2019 (Griechisch-Deutsch)